# Centro spaziale di Tsukuba

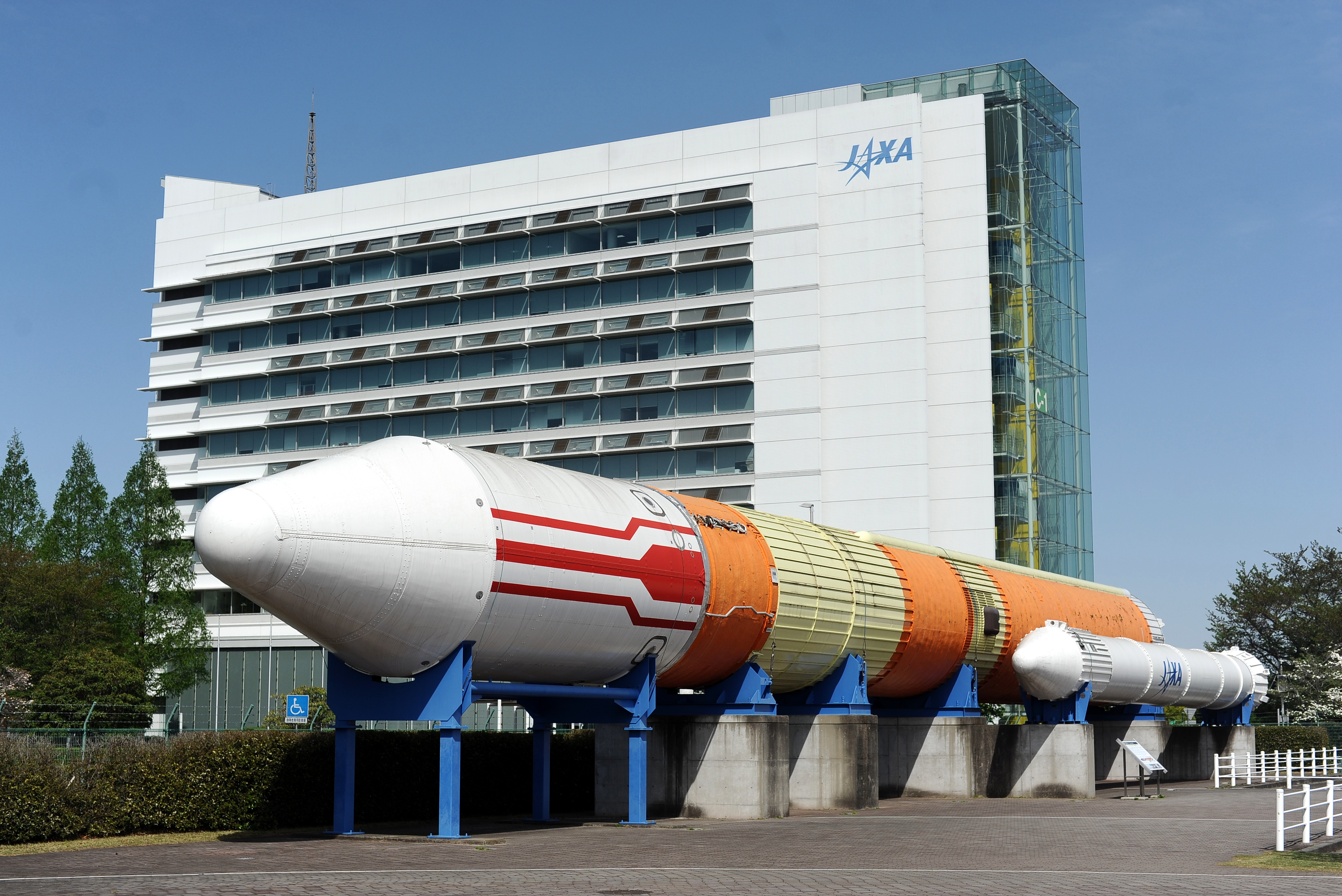
Centro spaziale di Tsukuba. In primo piano un razzo H-II.

Il centro spaziale di Tsukuba (noto anche con l'acronimo TKSC, dall'inglese Tsukuba Space Center) è il centro della rete spaziale giapponese.
È situato nella città di Tsukuba, a circa 70 km da Tokyo.
Coinvolto nello sviluppo e ricerca sui satelliti e i razzi, si occupa dell'inseguimento e controllo dei satelliti. Qui vengono sviluppati anche gli equipaggiamenti per il Japanese Experiment Module ("Kibo") e viene svolto l'addestramento degli astronauti.